# Surendra kalawara
Surendra kalawara är en fjärilsart som beskrevs av Ribbe 1926. Surendra kalawara ingår i släktet Surendra och familjen juvelvingar. Inga underarter finns listade i Catalogue of Life.